# Åtvidabergs FF
Åtvidabergs FF este un club de fotbal suedez din Åtvidaberg care evoluează în Allsvenskan.

## Lotul sezonului 2009-2010
| Nr. |          | Poziție | Jucător              |
| --- | -------- | ------- | -------------------- |
| 1   | Suedia   | P       | Henrik Gustavsson    |
| 3   | Suedia   | F       | Erik Moberg          |
| 4   | Suedia   | F       | Alberis da Silva     |
| 5   | Suedia   | F       | Daniel Hallingström  |
| 7   | Suedia   | M       | Kristian Bergström   |
| 8   | Suedia   | A       | Viktor Prodell       |
| 9   | Suedia   | M       | Christoffer Karlsson |
| 10  | Suedia   | M       | Pontus Karlsson      |
| 11  | Serbia   | M       | Haris Radetinac      |
| 12  | Brazilia | M       | Bruno Manoel Marinho |
| 14  | Suedia   | F       | Johan Niklasson      |

| Nr. |          | Poziție | Jucător              |
| --- | -------- | ------- | -------------------- |
| 15  | Suedia   | M       | Emil Herge           |
| 16  | Suedia   | A       | Daniel Swärd         |
| 17  | Suedia   | A       | Oscar Möller         |
| 18  | Suedia   | F       | Jesper Arvidsson     |
| 19  | Suedia   | M       | Amir Suljic          |
| 22  | Suedia   | F       | Felix Ahlström       |
| 23  | Suedia   | F       | Anton Tinnerholm     |
| 25  | Suedia   | A       | Dejan Doslic         |
| 30  | Suedia   | P       | Bill Halvorsen       |
| TBA | Nigeria  | M       | Etuwe Prince Eboagwu |
| TBA | Finlanda | A       | Paulus Roiha         |

## Palmares
- Campioană Suediei:
  - câștigate (2): 1972, 1973

- Allsvenskan:
  - câștigate (2): 1972, 1973
  - finalistă (2): 1970, 1971

- Cupa Suediei:
  - câștigate (2): 1969–70, 1970–71
  - finalistă (4): 1946, 1972–73, 1978–79, 2005